# بازوی هوایی ناوگان
بازوی هوایی ناوگان (انگلیسی: Fleet Air Arm) یا نیروی هوایی ناوگان بخش هوانوردی دریایی نیروی دریایی پادشاهی بریتانیا است. نیروی هوایی ناوگان یکی از پنج نیروی رزمی نیروی دریایی بریتانیا است. از سال ۲۰۲۳ این نیرو عمدتاً یک نیروی بالگردی است، اگرچه جنگنده رادارگریز اف-۳۵ مستقر در ناو را نیز به‌طور مشترک با نیروی هوایی سلطنتی اداره می‌کند.
نیروی هوایی سلطنتی بریتانیا با ادغام سرویس هوایی نیروی دریایی بریتانیا در سال ۱۹۱۸ با سپاه پروازی سلطنتی ارتش بریتانیا تشکیل شد. بازوی هوایی ناوگان تا اواسط سال ۱۹۳۹ تحت کنترل مستقیم نیروی دریایی قرار نگرفت. در طول جنگ جهانی دوم، بازوی هوایی ناوگان علاوه بر هواپیماهای زمینی که از تأسیسات و امکانات ساحلی نیروی دریایی سلطنتی دفاع می‌کردند، هواپیماهای روی کشتی‌ها را نیز مدیریت می‌کرد.